# Р-1 (ракета)
Вижте пояснителната страница за други значения на Р-1.
Р-1 (наименование в НАТО:SS-1 Scunner) е съветска ракета копие на немската Фау-2. Въпреки че е копие, тази ракета дава напредъка и опита на СССР в подобрените собствени бъдещи разработки. Това е първата руска балистична ракета. Първият полет е осъществен на 10 октомври 1948 г. от Капустин Яр.

## История
През 1945 г. СССР успява да плени няколко завода за производтво на ракети Фау-2 и да спечели услугите на няколко немски учени и инженери, които били свързани с проекта. Всъщност Съветският съюз завзема главният завод за производство на ракетите в Нордхаузен и до септември 1946 г. сглабя 30 ракети.
През октомври 1946 г. СССР прехвърля немските инженери в завод близо до Москва, където те насилствено са заставени да останат до средата на 50-те години на 20 век. Въпреки че най-добрите немски учени избягват в САЩ, а второстепенно важните отиват в СССР, те са достатъчни значими за съветските усилия да конструират ракети подобни на Фау-2. СССР основава собствено конструкторско бюро (ОКБ-1) под ръководството на Сергей Корольов. ОКБ-1 трябва първо да създаде копие на Фау-2, след което да разработи нови подобрени ракети в близко бъдеще.
През 1947 г. Сталин позволява производството на ракети Р-1 (означение по ГРАУ:8A11), които са копие на немските. Първите тестове започват през септември 1948 г. Р-1 е приета в съветската армия през 1950 г. Ракетата може да носи 785 kg бойна глава с конвенционален експлозив и има максимален обхват 270 km с точност около 5 km.